# Springdale (Newfoundland en Labrador)
Springdale is een gemeente (town) in de Canadese provincie Newfoundland en Labrador. De gemeente ligt aan de noordkust van het eiland Newfoundland en fungeert als centrale plaats voor de omgeving.

## Geschiedenis
Springdale was een gemeentevrije plaats totdat het in 1945 deel ging uitmaken van de nieuw opgerichte gemeente Springdale-South Brook. Deze gemeente, die de status van rural district had, bestond gedurende 16 jaar. Op 27 juni 1961 werd Springdale-South Brook immers opgeheven en werd Springdale een zelfstandige town.

## Geografie
Springdale is gelegen aan de monding van Indian Brook in Halls Bay. Die baai is een 30 km lange zee-inham van Notre Dame Bay, een grote baai aan Newfoundlands noordkust. Relatief nabijgelegen plaatsen zijn het zuidelijke South Brook, het noordelijke King's Point en het noordoostelijke St. Patricks.
De postbus van het nabijgelegen local service district St. Patricks bevindt zich in het als centrale plaats fungerende Springdale.

## Demografie
In 2021 telde Springdale 2.965 inwoners, waarmee het bij verre de grootste gemeente aan Notre Dame Bay is. De gemeente kende tussen 1991 en 2006 een dalende demografische trend, net zoals de meeste afgelegen plaatsen op Newfoundland. Sindsdien is de bevolkingsomvang van Springdale weliswaar vrij stabiel gebleven.
| Demografische ontwikkeling van Springdale tussen 1951 en 2021              |
| -------------------------------------------------------------------------- |
|                                                                            |
| Bron: Statistics Canada (1951–1986, 1991–1996, 2001–2006, 2011–2016, 2021) |

### Taal
In 2021 hadden vrijwel alle inwoners van Springdale het Engels als moedertaal en waren alle anderen die taal machtig. Hoewel slechts vijf mensen (0,2%) het Frans als moedertaal hadden, waren er vijftien mensen die die andere Canadese landstaal konden spreken (0,5%). Slechts een tiental mensen was een andere taal dan het Engels of Frans machtig.

## Gezondheidszorg
In de gemeente bevindt zich het Green Bay Health Centre, een gezondheidscentrum dat zowel primaire als langetermijnzorg aanbiedt aan de inwoners uit de ruime omgeving. Voor alledaagse eerstelijnszorg kunnen de inwoners van Springdale terecht in het Green Bay Community Health Centre. Beide centra vallen onder de bevoegdheid van de gezondheidsautoriteit Central Health. Hetzelfde geldt voor het Valley Vista Senior Citizen's Home, een groot rusthuis dat in Springdale gevestigd is.

## Galerij

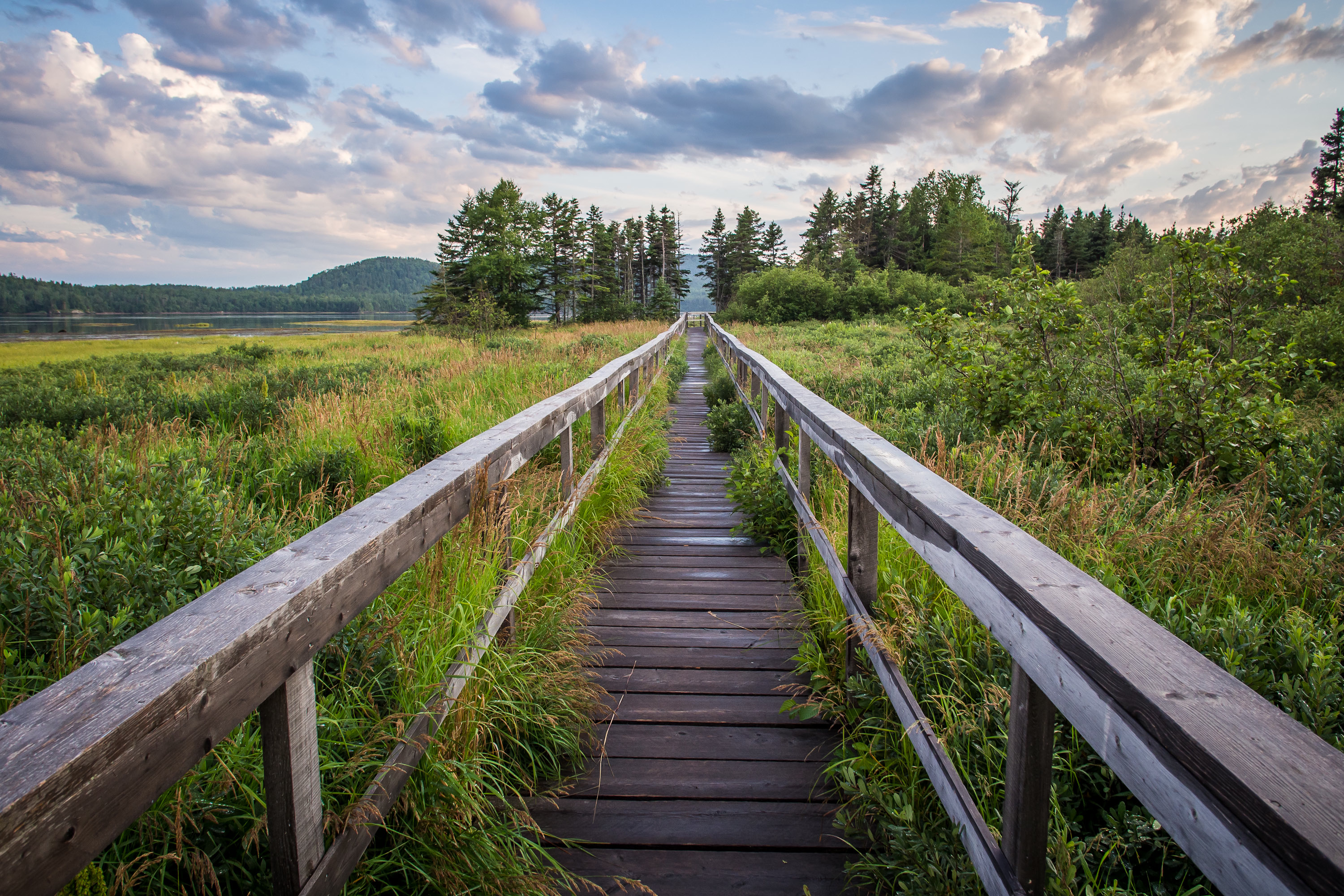
Houten wandelpad aan de rand van Springdale
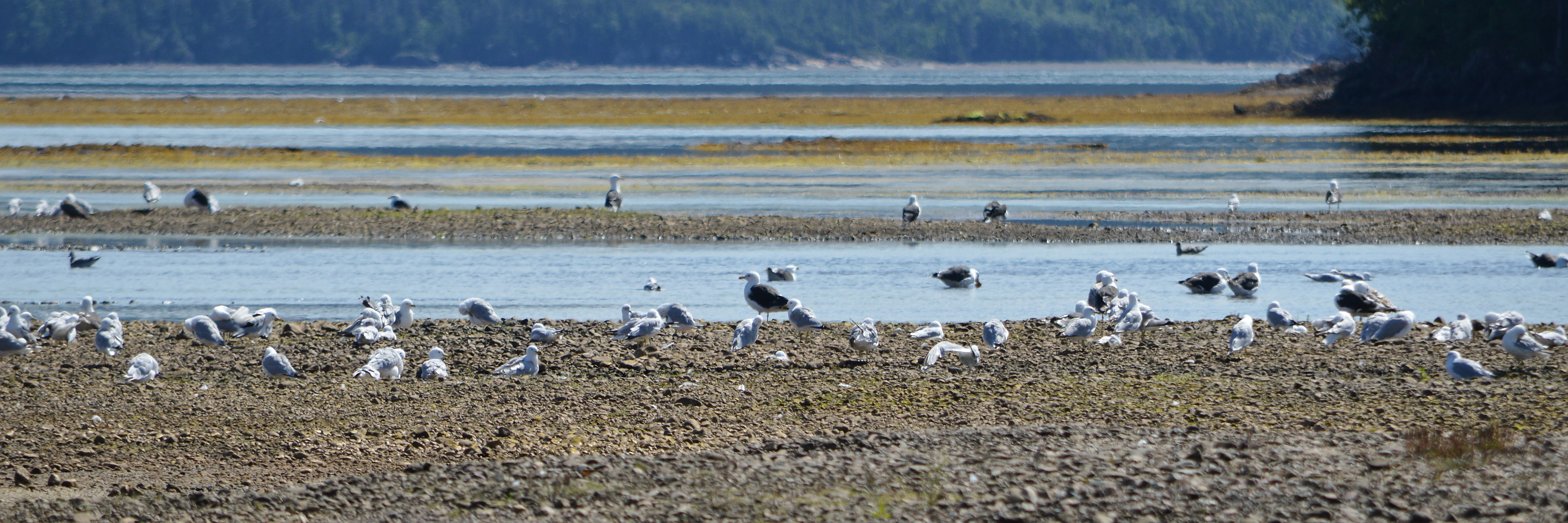
Kustlijn nabij Springdale
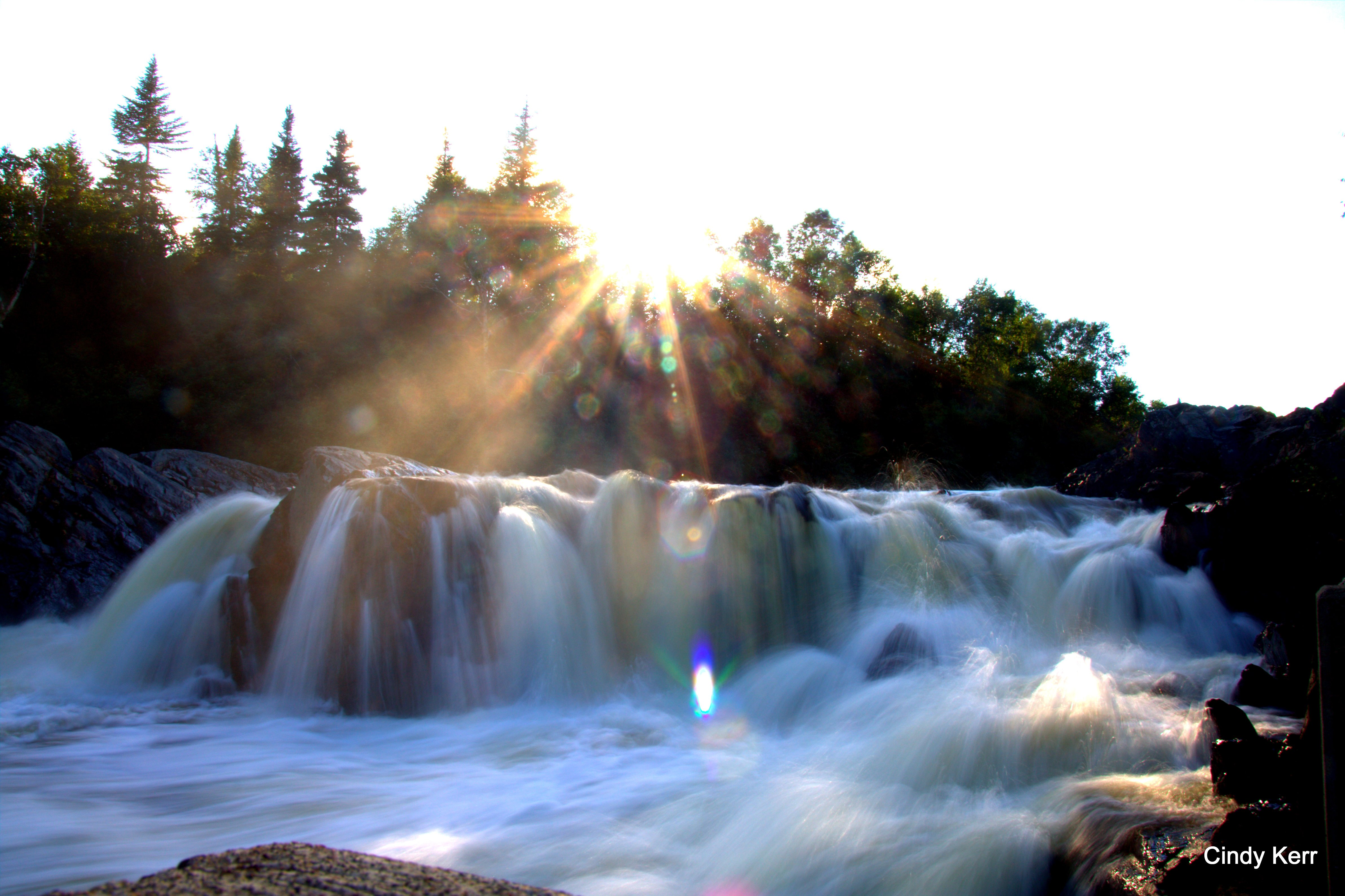
De Indian Falls, watervallen op Indian Brook, bevinden zich aan de noordwestelijke rand van het dorp

## Geboren
- Natasha Henstridge (1974), fotomodel en filmactrice